# Sinospiradiclis microphylla
Sinospiradiclis microphylla là một loài thực vật có hoa trong họ Thiến thảo. Loài này được H.S. Lo miêu tả khoa học đầu tiên năm 1998.